# 绒毛皂荚
绒毛皂荚（学名：Gleditsia japonica var. velutina）为豆科皂荚属下的一个变种。

## 扩展阅读
- 維基物種上的相關：绒毛皂荚